# Hnevank

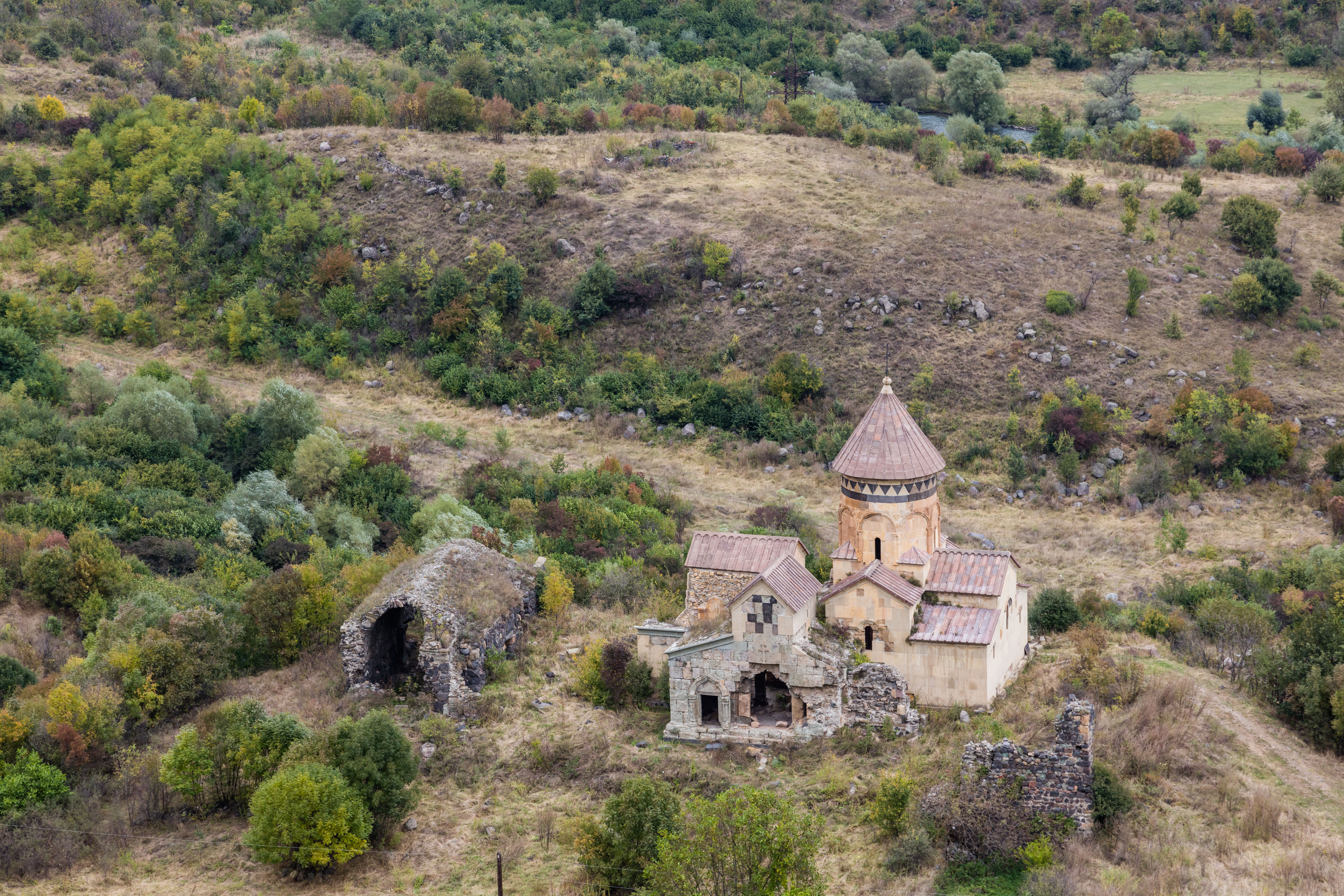
Hnevank

Hnevank (armenisch Հնեվանք Hnewank „Altes Kloster“) ein ehemaliges Kloster der Armenischen Apostolischen Kirche in der nordarmenischen Provinz Lori. Die Ursprünge des Klosters gehen auf das 7. Jahrhundert zurück. Heute ist es größtenteils eine Ruine, die teilweise wieder aufgebaut wurde.

## Lage und Baubeschreibung

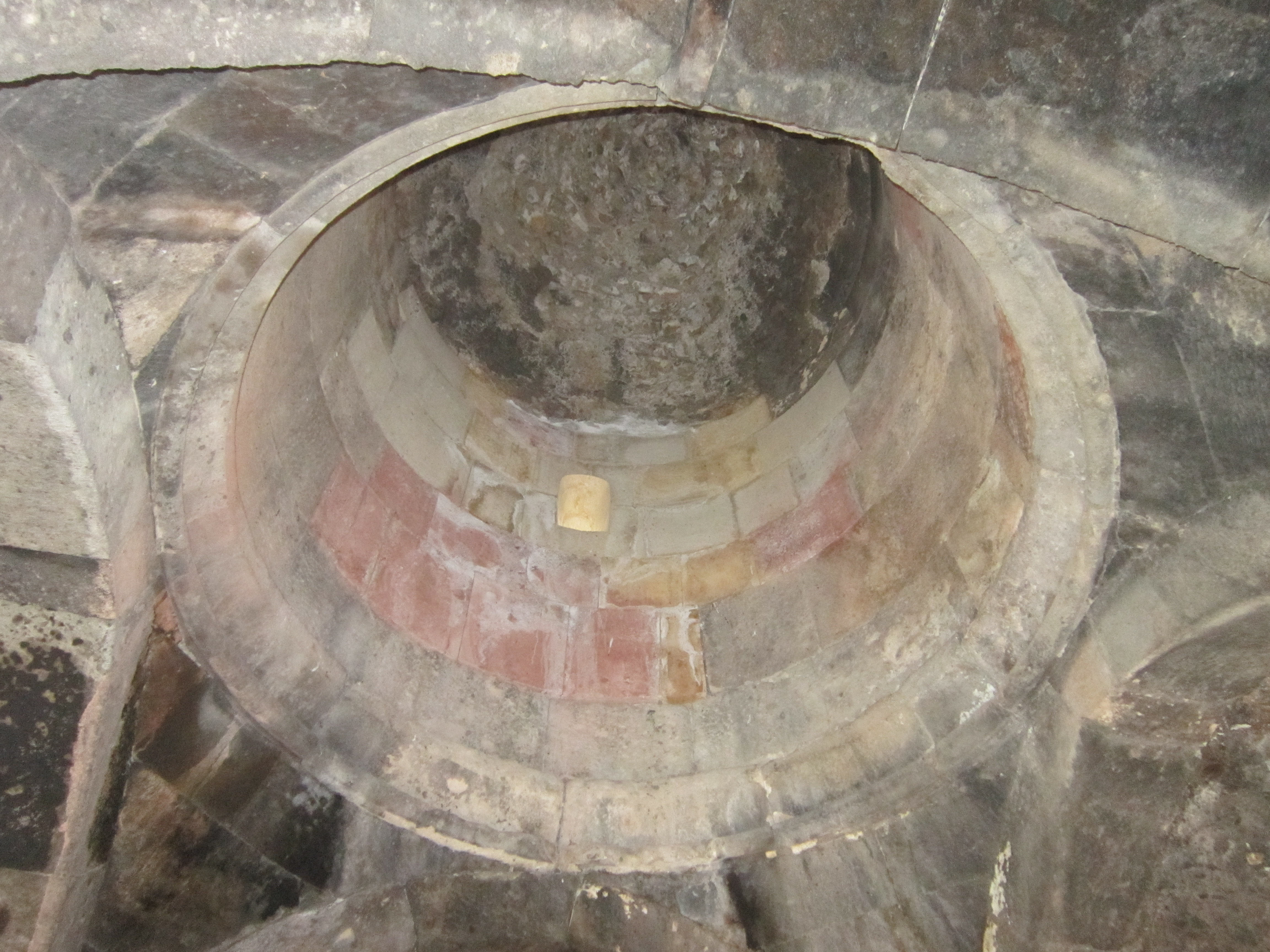
Im Inneren des Klosters

Das Kloster liegt auf einem Hügel in der Nähe des Dorfes Kurtan in einer Schlucht des Flusses Gargar, der wenige Kilometer entfernt in den Fluss Dzoraget mündet. Die armenische Hauptstadt Jerewan liegt 164 Kilometer entfernt.
Zum Klosterkomplex gehören neben der Hauptkirche zwei weitere Kirchen, ein Gawit sowie verschiedene Wohn- und Wirtschaftsgebäude, die verteilt über das Gelände stehen. Die Bauten des Klosters sind reich mit Reliefs verziert. Die Hauptkirche wurde im 7. Jahrhundert als Kreuzkuppelkirche errichtet. Von außen ist das Gebäude rechteckig. Im Inneren ist der Grundriss kreuzförmig.

## Geschichte
Die Ursprünge des Klosters gehen auf das 7. Jahrhundert zurück. Im Jahr 1144 ließ ein adeliger namens Smbat aus dem Hause Orbelian das Kloster vollständig umbauen. Daran erinnert eine in Georgisch verfasste Inschrift im Tambour der Hauptkirche. Der Gawit wurde 1186 bis 1206 erbaut.
Die Orbelian waren ein Seitenzweig der Liparitiden, die einst zu den größten Feudalherren Georgiens gehörten, bis sie im 12. Jahrhundert aus dem Land vertrieben wurden und sich in Armenien niederließen. Smbat selbst war der Vorfahre der armenischen Fürsten von Sjunik. Die armenische Regierung gab die Renovierung des Klosters in Auftrag. Dabei wurde die eingestürzte Kuppel der Hauptkirche wiederhergestellt.